# Georg Albrecht Klebs
Georg Albrecht Klebs (o Georg Klebs) (23 de octubre de 1857- 23 de octubre de 1918) fue un briólogo y botánico alemán.
Estudia en las universidades de Königsberg, Estrasburgo, Würzburg, y Tübingen. Enseña botánica en la Universidad de Bâle en 1887, y más tarde en Halle, en 1898, hasta Heidelberg en 1907.
Se interesó particularmente de la biología y el desarrollo de los vegetales inferiores, consagrándose a las Dinophyceae, Chrysophyceae y Xanthophyceae.

## Obra
- Beiträge zur Physiologie der Pflanzenzelle, 1888

- Die Bedingungen der Fortpflanzung bei einigen Algen und Pilzen 1896

- Willkürliche Entwicklungsänderungen bei Pflanzen – Ein Beitrag zur Physiologie der Entwicklung, 1903

- Über die Rhythmik in der Entwicklung der Pflanzen 1911

- Zur Entwicklungsphysiologie der Farnprothaillen, 3 v. 1917
- La abreviatura «G.A.Klebs» se emplea para indicar a Georg Albrecht Klebs como autoridad en la descripción y clasificación científica de los vegetales.[1]

## Fuente
- Allen G. Debus (dir.) 1968. Quién es Quién en Ciencia. Diccionario Biográfico de Notables Científicos desde la Antigüedad al Presente. Marquis-Who’s Who (Chicago) : xvi + 1855 p.

- Biografía en alemán